# Le Violon du diable
Cet article concerne le ballet d'Arthur Saint-Léon. Pour le roman de Douglas Preston et Lincoln Child, voir Le Violon du diable (roman).
Le Violon du diable est un ballet-pantomime en deux actes d'Arthur Saint-Léon, musique de Cesare Pugni, créé à Opéra de Paris le 19 janvier 1849. Les principaux danseurs sont Fanny Cerrito, Arthur Saint-Léon et Eugène Coralli.